# Fagopyrum gracilipedoides
Fagopyrum gracilipedoides là một loài thực vật có hoa trong họ Rau răm. Loài này được Ohsako & Ohnishi mô tả khoa học đầu tiên năm 2002.